# ووتسکا
ووتسکا (به لاتین: Łucka) یک روستا در لهستان است که در گمینا لوبارتوو واقع شده‌است. ووتسکا ۱٬۷۰۰ نفر جمعیت دارد.